# Sant Martí de Centelles
Sant Martí de Centelles település Spanyolországban, Barcelona tartományban. Lakosainak száma 1259 fő (2024).

## Földrajza
Sant Martí de Centelles Aiguafreda, Centelles, Tagamanent, Figaró-Montmany, Sant Quirze Safaja és Castellcir községekkel határos.

## Népesség
A település lakosságának változását az alábbi diagram mutatja:
| Lakosok száma | 89   | 448  | 525  | 661  | 642  | 851  | 1001 | 1093 | 1167 | 1259 |
|               | 1717 | 1900 | 1940 | 1965 | 1991 | 2004 | 2009 | 2014 | 2019 | 2024 |